# Pierre le Grand (Oper)
Pierre le Grand (deutscher Titel: Peter der Große) ist eine Opéra-comique (Originalbezeichnung: „Comédie“) in vier (später drei) Akten des französischen Komponisten André-Ernest-Modeste Grétry. Das Libretto stammt von Jean Nicolas Bouilly nach Vorlagen von Voltaire. Die Uraufführung der Erstfassung fand am 13. Januar 1790 in der Comédie-Italienne in Paris statt.

## Handlung
Die Handlung spielt um 1720 in einem russischen Dorf zur Zeit des Zaren Peter der Große. Thematisiert wird der Beginn der Beziehung zu seiner späteren zweiten Frau, der Zarin Katharina I. Allerdings wird dabei kein großer Wert auf historische Genauigkeit gelegt. (Wie man im Wikipedia-Artikel über Katharina I. nachlesen kann, bestand eine Beziehung zu Peter bereits seit 1703, und in den darauf folgenden Jahren wurden deren Kinder geboren.) Die Hauptfiguren werden idealisiert dargestellt.

## Orchester
Die Orchesterbesetzung der Oper enthält die folgenden Instrumente:
- Holzbläser: Flöte (auch Piccolo), zwei Oboen, zwei Klarinetten, zwei Fagotte
- Blechbläser: zwei Hörner, zwei Trompeten
- Pauken
- Streicher

## Weitere Anmerkungen
Das Werk entstand Ende 1789 bis Januar 1790 in der frühen Phase der Französischen Revolution.
In der Uraufführung am 13. Januar 1790 in der Salle Favart der Opéra-Comique sang Rose-Louise Dugazon die Rolle der Catherine. Die Choreografie stammte von Pierre Gardel. Zu den Tänzern gehörte die Ballerina Marie Madeleine Guimard.
Die Oper hatte ursprünglich vier Akte, wurde aber ab dem 2. November desselben Jahres in einer auf drei Akte gekürzten Zweitfassung gespielt. Zu der Entstehungszeit bestand in Frankreich noch die Monarchie, und die Stimmung gegen das Königspaar war zwar angespannt, aber noch lange nicht so aggressiv wie einige Jahre später, als das royale Paar hingerichtet wurde. Zar Peter und Katharina I., die Hauptfiguren der Oper, stehen sinnbildlich für das französische Königspaar Ludwig XVI. und Marie Antoinette. Das russische Paar wird als ideales Paar dargestellt, das sich um das Wohlergehen des Volkes kümmert. Damit wird in der Oper die Hoffnung ausgedrückt, das französische Königspaar möge sich am aufgezeigten russischen Paar ein Vorbild nehmen und seinerseits zum Wohle des französischen Volkes agieren. Der weitere historische Verlauf in Frankreich nahm eine andere Wendung. Damit wurde der Oper ihre politische Botschaft entzogen. Immerhin kam es bis 1793 zu 52 Vorstellungen. Die Oper wurde auch außerhalb Frankreich gespielt, und zwar in Rotterdam und Brüssel (1792), Berlin (1794), Hamburg (1795), Hannover (1805), Bern (1806) und Amsterdam (1799 und 1811).
Musikalisch besteht das Werk aus 16 Vokalnummern, wobei der Chor an neun dieser Nummern beteiligt ist. Die Oper konnte sich langfristig nicht durchsetzen. Im Laufe der Zeit geriet sie mehr und mehr in Vergessenheit.

## Neuinszenierung und CD/DVD-Veröffentlichungen
Die Helikon-Oper Moskau unter der Regie von Dmitri Bertman spielte die Oper im Jahr 2002. Es sangen und musizierten Nikolai Dorozhkin, Anna Grechishnika, Maxim Mironow, Ekaterina Oblezova, Chor und Orchester der Helikon-Oper Moskau unter der Leitung von Sergej Stadler. Die Produktion kam 2019 als DVD in den Handel. Außerdem gibt es eine CD-Einspielung einer Aufnahme aus dem Jahr 2001 mit Christophe Einhorn, Anne-Sophie Schmidt, Philippe Le Chevalier, dem Namur-Kammerchor und einem Kammerorchester unter der Leitung von Olivier Opdebeeck.

## Digitalisate
- Partiturmanuskript für den Souffleur, 1806. Digitalisat bei Gallica
- Partitur, Breitkopf & Härtel. Digitalisat bei Gallica
- Libretto (französisch), Paris 1790. Digitalisat bei Gallica
- Libretto (französisch), Tours/Paris 1790. Digitalisat bei Google Books
- Arien und Gesänge aus der Oper Peter der Große. Libretto (deutsch), Berlin 1794. Digitalisat des Münchener Digitalisierungszentrums